# Zakresy przedmiotu komparatystyki prawniczej
Zakres przedmiotu komparatystyki prawniczej – do elementarnych czynności wstępnych komparatystyki prawniczej należy określenie zakresów temporalnych i przestrzennych porównywanych jednostek prawa. W zależności od tego, czego dotyczy porównywanie, wyróżnia się komparatystykę prawno-historyczną (np. jednostki prawa obowiązujące w przeszłości, podlegające ewolucji, przeobrażeniom, nowelizacjom), komparatystykę prawno-współczesną oraz komparatystykę praw zagranicznych. Zazwyczaj porównuje się jednostki prawa z jednego, podstawowego typu relacji, najbliższego zakładanym teoretycznym lub praktycznym celom komparatystycznym. Komparatystyką zajmują się komparatyści prawni.

## Wieloaspektowość komparatystyki
Wieloaspektowe zakresy przedmiotu komparatystyki wyznaczają granice relacji pomiędzy jednostkami prawa należącymi do tej samej grupy rodzajowej.
- Komparatystyka norm prawnych
- Komparatystyka instytucji prawnych
- Komparatystyka myśli prawnej
- Komparatystyka systemów prawa
- Komparatystyka gałęzi prawa
- Komparatystyka typów prawa
- Komparatystyka rodzin prawa

## Komparatystyka norm prawnych
Ma znaczenie marginalne, faworyzuje się większe jednostki prawa. Dotyczy norm prawnych w znaczeniu reguł postępowania zabezpieczonych sankcją państwową.Wykorzystywanie rezultatów porównywania norm prawnych znalazło zastosowanie w różnych modelach stosowania prawa. Pierwszą częścią różnych modeli jest wskazanie takiej normy obowiązującej, która miałaby zastosowanie do danego stanu faktycznego, ale nie zawsze dana norma prawna jest w pełni adekwatna do danego stanu. Posługując się dyrektywami interpretującymi, należy na drodze porównywania wszystkich norm możliwych do zastosowania wybrać tę najbardziej odpowiednią.

## Komparatystyka instytucji prawnych
Dotyczy porównywania instytucji prawnych, rozumianych jako zespoły norm prawnych regulujących określone rodzaje wyodrębnionych stosunków społecznych. Komparatystyka ta jest wysoko ceniona i najchętniej podejmowana przez komparatystów prawnych. Komparatystyka instytucji prawnych dzieli się na komparatystykę ,, czystą'' i komparatystykę ,,mieszaną''. O komparatystyce czystej mówię się, gdy porównywane instytucje prawne różnych praw krajowych należą do tej samej gałęzi prawa. Komparatystyka mieszana natomiast dotyczy instytucji należących do większej ilości gałęzi prawa. Instytucje prawne można porównywać ze względu na różne czynniki, głównie spełniana przez nie funkcja, ale również geneza, treść, forma. Komparatystyka instytucji prawnych może służyć celom propagandowym, politycznym i ideologicznym. W ubiegłym wieku doszło do przełamywania oporów polityczno-ideologicznych z udziałem porównywania instytucji prawnych w różnych ustrojach politycznych. Obecnie zwolennicy ortodoksji politycznej przyjmują porównywanie instytucji prawnych związanych z różnymi ustrojami politycznymi z niechęcią.

## Komparatystyka myśli prawnej
Często traktowana jako część komparatystyki myśli politycznej. Przede wszystkim porównywana z praktyką prawniczą i polityką prawa. Podział prawa na gałęzie prawa ułatwia porównywanie form myśli prawnej. Prawoznawstwo powszechnie klasyfikuje się na trzy dyscypliny: teoretyczne, dogmatyczne i historyczne. Porównywanie form myśli prawnej należących do teoretycznych dyscyplin prawoznawstwa, stawia komparatystykę na wysokich szczeblach ogólności- jest to komparatystyka abstrakcyjna. Natomiast komparatystyka form myśli pozostawia komparatystykę na niższych szczeblach ogólności. Nie każdy wynik abstrakcyjnej komparatystyki form myśli prawnej prowadzi do tworzenia obowiązującego prawa, tak jak nie każde obowiązujące prawo staje się przedmiotem refleksji komparatystycznej.

## Komparatystyka systemów prawa
System prawa w tym przypadku oznacza ogół obowiązujących w danym czasie norm prawnych określonego państwa i opinii doktryny na ten temat. Nauka o polityce traktuje systemy prawne jako części systemów politycznych, w związku z tym porównywanie systemów prawnych należy zarówno do komparatystyki prawnej i komparatystyki politycznej. Systemy prawne mogą być porównywane ze sobą pod różnymi względami, np. statycznym i dynamicznym lub strukturalnym i treściowym. Komparatystyka systemów prawa wiąże się z kilkoma trudnościami, takimi jak: zakresach terytorialnych, czasowych i przedmiotowych, regułach usuwania sprzeczności norm, określaniu zupełności systemów prawnych, zasadach hierarchicznej budowy. Komparatystyka systemów prawa związana jest z komparatystyką norm, gałęzi i instytucji prawa. W wielu przypadkach poszukuje się związków charakteru systemu prawnego z cechami ustroju politycznego. Pod adresem systemów prawnych wysuwane są postulaty, które mają na celu nadanie im cech systemów wzorcowych, wręcz idealnych, są traktowane jako kryteria komparatystyki  systemów prawnych. Owe postulaty zebrał i przedstawił amerykański filozof prawa- Lon Luvois Fuller. Model całościowej komparatystyki systemów prawnych wymaga uwzględnienia wielu aspektów: historycznych, socjologicznych, politycznych, ekonomicznych, psychologicznych, kulturowych itd. Komparatystyka systemów prawa miałaby szersze pole badawcze, gdyby każde państwo miało oryginalny system prawny, tylko niektóre z systemów prawnych charakteryzuje uniwersalność rozwiązań prawnych.

## Komparatystyka gałęzi prawa
Gałęzie prawa wyodrębniane są ze względu na kilka czynników, jednak największe znaczenie ma jednorodność regulowanych stosunków społecznych, znaczenie tych stosunków dla życia społecznego i tradycje prawoznawstwa. Porównywanie gałęzi prawa ma za równo wielu zwolenników jak i przeciwników.
Zwolennicy tej koncepcji wskazują na istnienie potrzeby rozwijania myśli komparatystycznej ze względu na postępującą specjalizację w zawodach prawniczych. Zauważają, że sam fakt istnienia danej gałęzi wiele mówi o problemach społecznych oraz hierarchii problemów społecznych i wartości uznawanych w kraju, do którego prawo należy.

## Komparatystyka typów prawa
Pojęcie „typ prawa” używane jest przez marksistowską teorię prawa, gdzie pełni główną kategorię komparatystyczną. Charakteryzuje ono genezę, istotę i funkcje spełniane przez systemy prawa, mieszczące się w jednym typie prawa. Z pojęciem typu prawa silnie związana jest marksistowska typologia państw, która wyróżnia kolejne formacje ekonomiczno-społeczne. Każda formacja ekonomiczno-społeczna ma odpowiadający sobie typ państwa, któremu dodatkowo odpowiada typ prawa. Analogicznie do typów państwa, w zależności jakiej grupie społeczno-ekonomicznej prawo służy, wyróżnia się następujące typy prawa:
- niewolniczy (antyczny, azjatycki)
- feudalny
- kapitalistyczny
- socjalistyczny[7]

## Komparatystyka rodzin prawa
W prawniczej myśli komparatystycznej termin "rodzina prawa" oznacza grupę krajowych systemów prawnych, które są do siebie podobne z perspektywy określonych punktów widzenia. Ta koncepcja budzi jednak wątpliwości, główna z nich to: czy jest możliwość podziału wszystkich systemów prawnych świata na kilka rodzin. Podjęto wiele prób wyodrębnienia rodzin prawa:

### Propozycja Esmeina
Paul Esmein przyjął kryterium rasy i języka, wyodrębniając początkowo rodziny:
- romańską
- germańską
- anglo-saksońską
- słowiańską
- islamską

### Propozycja autorów Arminjon - Nolde - Wolff
Poprzez analizę treści porównywanych systemów prawnych, wyróżnili siedem rodzin prawa:
- francuską
- germańską
- skandynawską
- angielską
- rosyjską
- islamską
- hinduską

### Propozycja Schnitzera
Adolf Schnitzer zaproponował klasyfikację opartą na "wielkich rodzinach kulturowych":
- Rodzina ludów prymitywnych - wywodząca się ze starożytnej cywilizacji śródziemnomorskiej
- Rodzina europejsko-amerykańską - mieszanina kultury romańskiej i germańskiej z elementami chrześcijaństwa
- Rodziny religijne
- Rodziny prawa ludów Afryki i Azji

### Propozycja Davida
René David przyjął kryterium ideologii za pierwszorzędne oraz kryterium techniki prawodawczej za drugorzędne, wyróżniając 5 rodzin prawa:
- systemy zachodnie - dzielące się na rodzinę germańską i rodzinę common law
- systemy socjalistyczne
- prawo islamu
- prawo hindu
- prawo chińskie

### Propozycja Schlesingera
Rudolf Schlesinger wyróżnił 2 grupy rodzin prawa:
- podstawowe: prawo stanowione, prawo zwyczajowe, prawo socjalistyczne
- mieszane tzn. zawierające obok wątków rodzin podstawowych elementy o charakterze tradycjonalistycznym i religijnym, występujące przede wszystkim w Afryce i Azji

### Propozycja Zweigerta i Kötza
Konrad Zweigert i Hein Kötz za kryterium decydujące uznali podobieństwo "stylu" systemów prawa, na który składają się: historyczny rodowód i rozwój prawa, charakterystyczne instytucje prawne, metoda myślenia prawniczego, rodzaj i sposób wykorzystania źródeł prawa oraz uwarunkowania ideologiczne prawa.
Wyodrębnili następujące rodziny:
- romańska
- germańska
- nordycka
- common law
- prawo socjalistyczne
- Dalekiego Wschodu
- islamu
- hinduska